# Andy Souček

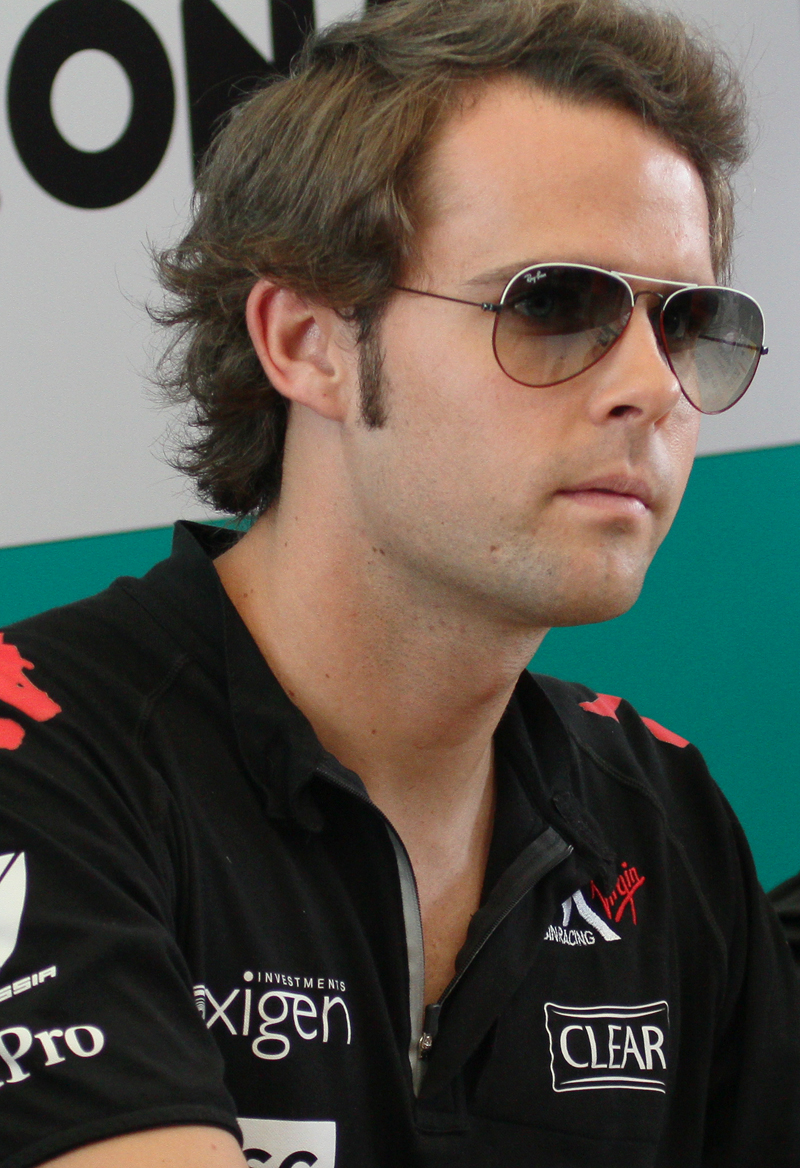
Andy Souček (2010)

Andy Christian Souček (* 14. Juni 1985 in Madrid) ist ein spanisch-österreichischer Automobilrennfahrer. Seine größten Erfolge sind der Gewinn des Meistertitels in der spanischen Formel-3-Meisterschaft 2005 und der Formel-2-Meisterschaft 2009.

## Karriere
Seine Karriere begann 1997 im Kartsport, in dem er bis 2002 aktiv war. Bereits 2001 machte Souček in der portugiesischen Formel Ford seine ersten Erfahrungen im Formelsport. 2002 wechselte er in die spanische Formel 3 und belegte in seiner Debütsaison den achten Platz im Gesamtklassement. In den folgenden zwei Jahren wurde Souček Vierter in der Gesamtwertung. 2005 bestritt der Nachwuchsrennfahrer seine vierte Saison in der spanischen Formel 3. Nachdem er vorher schon einige Male auf dem Podest gestanden war, gelang ihm in dieser Saison sein erster Sieg im Formelsport. Mit insgesamt drei Siegen gewann Souček den Meistertitel dieser Serie. 2006 wechselte Souček in die Formel Renault 3.5 und wurde mit einem Rennsieg Vierter in der Gesamtwertung. Außerdem war der Spanier in dieser Saison einer von drei Formel-1-Testpiloten des Toyota-Teams.
2007 wechselte Souček in die GP2-Serie und ging für das Hinterbänklerteam David Price Racing an den Start. Nachdem er in den ersten neun Rennwochenenden keine Punkte hatte holen können, punktete er an den letzten beiden Rennwochenenden bei jedem Rennen, stand zudem zweimal auf dem Podium und belegte schließlich den 16. Gesamtrang. Danach bestritt Souček für David Price Racing das erste Rennwochenende der GP2-Asia-Serie der Saison 2008. Obwohl er erneut eine Podest-Platzierung erreichte, wurde er nach diesem Wochenende durch Diego Nunes ersetzt und war als 14. in der Gesamtwertung der bestplatzierte Fahrer seines Teams.
In der GP2-Serie 2008 war der Spanier zunächst ohne Cockpit. Nachdem sich sein ehemaliger Teamkollege Christian Bakkerud beim Saisonauftakt verletzt hatte, sprang Souček beim zweiten Rennwochenende als Vertretung bei Super Nova Racing ein. Beim nächsten Lauf war er als Vertretungsfahrer bei seinem alten Team David Price Racing aktiv. Den Rest der Saison bestritt der Spanier als Vertretung von Bakkerud bei Super Nova Racing. Mit einem zweiten Platz belegte er am Saisonende den 14. Gesamtrang. Außerdem war er in der Superleague Formula aktiv. Für zwei Teams nahm er an der kompletten Saison teil. Sein bestes Resultat war ein fünfter Platz.
2009 wechselte Souček in die wiederbelebte Formel 2, in der er zu den erfahrensten Piloten gehörte. Nachdem er in Brünn sein erstes Rennen in dieser Serie gewonnen hatte, wurde sein zweiter Sieg in Brands Hatch durch den tödlichen Unfall von Henry Surtees überschattet. Mit weiteren Siegen in Donington, Oschersleben, Imola und Barcelona sicherte er sich ein Rennwochenende vor Schluss den Meistertitel. Souček erzielte fast doppelt so viel Punkte wie der Vizemeister Robert Wickens.
2010 wurde Souček Test- und Ersatzfahrer beim neuen Formel-1-Team Virgin Racing. Er ersetzte dabei Álvaro Parente, dessen Teamkollege er 2008 bei Super Nova Racing war. Anfang August löste er seinen Vertrag mit Virgin auf. Er nahm anschließend für drei verschiedene Teams an fünf Rennwochenenden der Superleague-Formula-Saison 2010 teil. Dabei stand er zweimal als Dritter auf dem Podium.

## Privates
Součeks Vater stammt aus Graz, Österreich und er besitzt die österreichische Staatsangehörigkeit. Er wurde in Madrid geboren, wo er auch den Großteil seines Lebens verbrachte. Deswegen fühlt er sich seiner eigenen Meinung nach eher wie ein Spanier und bestreitet die Rennen mit einer spanischen Rennlizenz.

## Karrierestationen
| - 1997–2002: Kartsport - 2001: Portugiesische Formel Ford (Platz 8) - 2002: Spanische Formel 3 (Platz 8) - 2003: Spanische Formel 3 (Platz 4) - 2004: Spanische Formel 3 (Platz 4) - 2005: Spanische Formel 3 (Meister) | - 2006: Formel Renault 3.5 (Platz 4) - 2006: Formel 1 (Testfahrer) - 2007: GP2-Serie (Platz 16) - 2008: GP2-Serie (Platz 14) - 2008: Superleague Formula - 2009: FIA-Formel-2-Meisterschaft (2009–2012) (Meister) | - 2009: Formel 1 (Testfahrer) - 2010: Superleague Formula - 2010: Formel 1 (Testfahrer) - 2011: Superleague Formula |